# 國立中山大學附屬國光高級中學
國立中山大學附屬國光高級中學（英語：Guoguang Laboratory School, National Sun Yat-sen University，縮寫：KKSH），簡稱中附、中山附、中山附中，是臺灣高雄市楠梓區的一所完全中學，緊鄰著油廠國小，原為中油為提供員工子女教育所設之私立學校，2005年2月1日，私立國光高中與私立國光國中等二校改制公立並隸屬為國立中山大學。

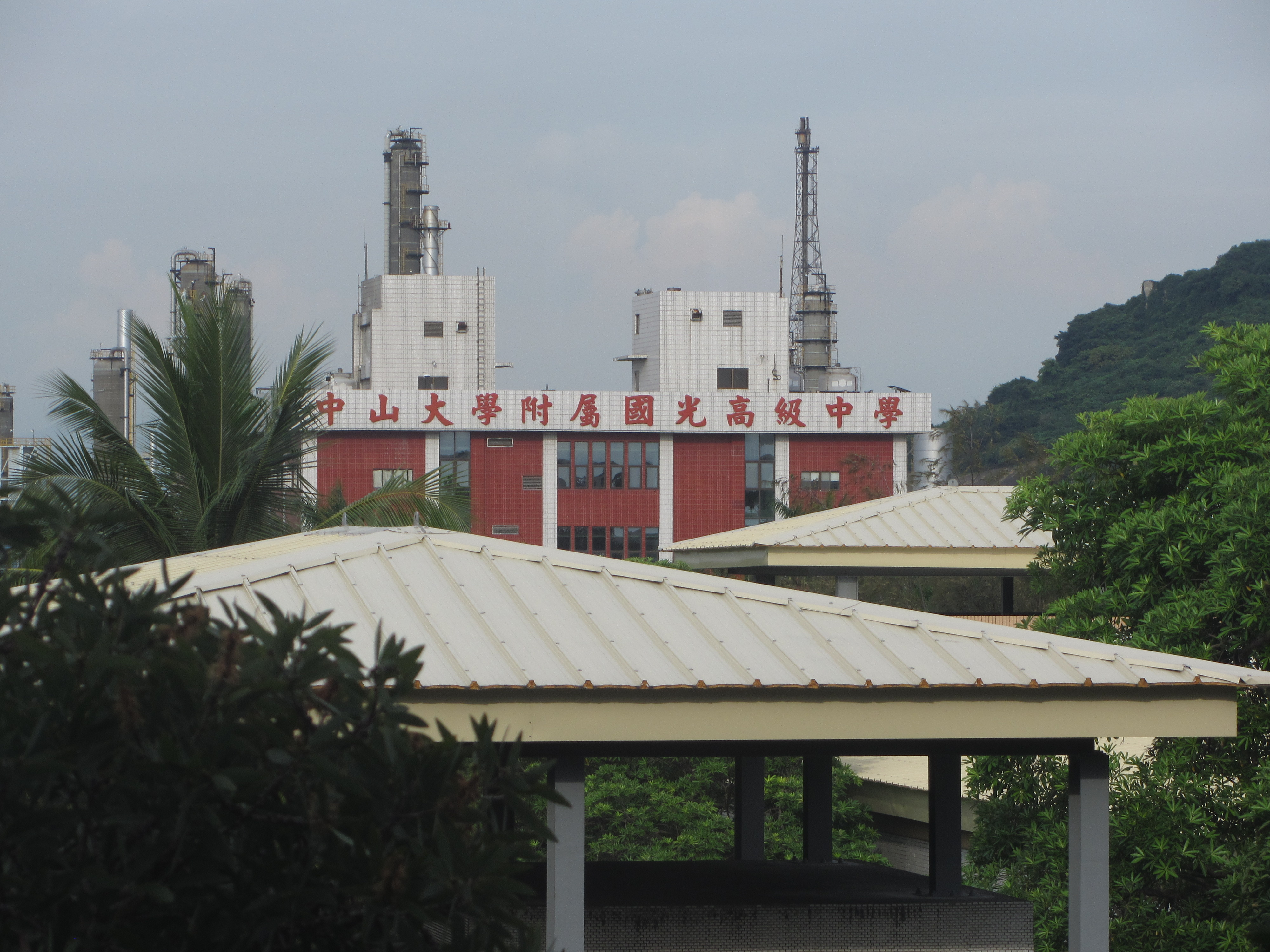
國立中山大學附屬國光高級中學校舍(國光館)

## 外部連結
- 國立中山大學附屬國光高級中學（页面存档备份，存于）（繁體中文）